# داون ماري مونكريف
داون ماري مونكريف (ولدت في 26 يناير 1968) هي رياضية كندية سابقة.  تنافست في ديفلمبياد و هي تمثل كندا في 1985 و1993 و2001. وقد فازت بما مجموعه 4 ميداليات في مسيرتها التي امتدت من عام 1985 إلى عام 2001. 